# Podklíčková tepna
Podklíčková tepna (arteria subclavia) je párová tepna, která vede krev do paží a částečně také do krku a hlavy. Levá tepna podklíčková (a. subclavia sinistra) vystupuje z oblouku aorty, pravá tepna podklíčková (a. subclavia dextra) z hlavopažního kmene. Podklíčkové tepny nejprve stoupají nahoru a následně uhýbají přes vrcholek pleurální dutiny, 1. žebro a skrz mezeru mezi šikmými svaly směrem k pažím. Na laterálním konci prvního páru žeber končí tepny podklíčkové a dle definice začíná tepna podpažní (a. axillaris).

## Větvení
Z podklíčkové tepny během její cesty hrudí odstupuje celá řada tepen. Z praktického hlediska se na tepně podklíčkové rozeznávají tři části, pojmenované na základě pozice vzhledem k fissura scalenorum (mezera mezi šikmými svaly krčními):
- pars intrascalenica – odstupují:
  - obratlová tepna (arteria vertebralis)
  - vnitřní hrudní tepna (arteria thoracica interna)
  - truncus thyrocervicalis – tepenný kmen větvící se následně na a. thyroidea inferior, a. cervicalis ascendens, a. cervicalis superficialis a a. suprascapularis
- pars interscalenica – odstupují:
  - truncus costocervicalis - tepenný kmen větvící se následně na a. cervicalis profunda (krční) a a. intercostalis suprema (mezižeberní)
- pars extrascalenica – odstupují:
  - a. transversis cervicis (krční)